# 200 km/h in the Wrong Lane
200 km/h in the Wrong Lane — первый англоязычный, второй в целом и самый успешный альбом группы «Тату» (t.A.T.u.), выпущенный 7 октября 2002 года. Является аналогом русскоязычного альбома «200 по встречной», хотя список композиций повторяется не полностью, а звучание старых аранжировок было переработано. Общий объём продаж альбома превысил 7 млн экземпляров по всему миру и несколько сотен тысяч в России и СНГ. В 2003 году группа получила премию Международной федерации производителей фонограмм IFPI Platinum Europe Award за миллион проданных в Европе копий альбома.
В ноябре 2012 года альбом 200 km/h in the Wrong Lane был переиздан в честь десятилетия со дня выпуска оригинального издания. Новая версия альбома 200 km/h in the Wrong Lane (10th Anniversary Edition) дополнена ранее неизданной песней «A Simple Motion» и ремиксами на песни «All the Things She Said», «Show Me Love».

## Отзывы
| Оценки критиков  | Оценки критиков |
| Источник         | Оценка          |
| ---------------- | --------------- |
| AllMusic         | [ 3 ]           |
| Drowned in Sound | [ 4 ]           |
| Entertainment.ie | [ 5 ]           |
| The Guardian     | [ 6 ]           |
| Heat Magazine    | [ 7 ]           |
| MusicOMH         | (без оценки)    |
| PopMatters       | (без оценки)    |
| Robert Christgau | [ 10 ]          |
| Rolling Stone    | [ 11 ]          |
| Stylus Magazine  | D               |
| Popdirt          | 8/10            |
| The Times        | (без оценки)    |
| Daily Telegraph  | (без оценки)    |
| Time Out         | (без оценки)    |
| Play             | [ 17 ]          |

Константин Савоськин из музыкального журнала Play дал пластинке оценку в 4 балла из возможных 5, раскритиковав при этом банальность англоязычных текстов и «очень посредственную» кавер-версию «How Soon Is Now?». Среди плюсов альбома автор выделил новые аранжировки, благодаря которым «драм-н-бейс теперь звучит драм-н-бейсом». В целом, по мнению Савоськина, если русскоязычный оригинал отличался «притягательным жёстким минимализмом», то англоязычная версия альбома «попахивает» «фейком».
Критик белорусской «Музыкальной газеты» крайне положительно оценил пластинку, по мнению автора, иностранные продюсеры «взяли из творчества t.A.T.u. лучшие песни и сделали их ещё лучше». Новые аранжировки в статье названы «просто совершенными» и делающими материал группы «многослойным, масштабным», из-за чего от альбома «невозможно оторваться». Помимо «захватывающих дух супербоевиков» «Not Gonna Get Us» и «All the Things She Said» автор отметил новые аранжировки в песнях «Clowns (Can You See Me Now?)» («увлекательный бит», «интересная мелодическая линия», «потенциальный фьючепоп-хит») и «Malchik Gay» (за «любопытное» сочетание электронного и акустического саунда, которое автор сравнил с «Dream On» группы Depeche Mode).

## Список композиций
| №   | Название                                                              | Текст песни                                                     | Музыка                          | Длительность |
| --- | --------------------------------------------------------------------- | --------------------------------------------------------------- | ------------------------------- | ------------ |
| 1.  | «Not Gonna Get Us» (англоязычная версия песни «Нас не догонят»)       | Елена Кипер, Валерий Полиенко, пер. Тревора Хорна               | Сергей Галоян и К°              | 4:22         |
| 2.  | «All the Things She Said» (англоязычная версия песни «Я сошла с ума») | Е. Кипер, В. Полиенко, пер. Мартина Киршенбаума и Т. Хорна      | С. Галоян и К°                  | 3:34         |
| 3.  | «Show Me Love» (англоязычная версия песни «Я твоя не первая»)         | В. Полиенко, пер. М. Киршенбаума                                | С. Галоян                       | 4:15         |
| 4.  | «30 Minutes» (англоязычная версия песни «30 минут»)                   | В. Полиенко, пер. М. Киршенбаума                                | С. Галоян, И. Шаповалов         | 3:17         |
| 5.  | «How Soon Is Now?»                                                    | Джонни Марр, Моррисси                                           | Дж. Марр, Моррисси              | 3:15         |
| 6.  | «Clowns (Can You See Me Now?)» (англоязычная версия песни «Клоуны»)   | В. Полиенко, пер. Т. Хорна                                      | Евгений Курицын, Иван Шаповалов | 3:12         |
| 7.  | «Malchik Gay» (англоязычная версия песни «Мальчик-гей»)               | Анна Карасёва, Вадим Степанцов, пер. М. Киршенбаума             | С. Галоян и К°                  | 3:08         |
| 8.  | «Stars» (англоязычная версия песни «Зачем я»)                         | В. Полиенко, И. Шаповалов, Александр Вулых, пер. М. Киршенбаума | Александр Войтинский            | 4:08         |
| 9.  | «Я сошла с ума»                                                       | Е. Кипер, В. Полиенко                                           | С. Галоян и К°                  | 3:34         |
| 10. | «Нас не догонят»                                                      | Е. Кипер, В. Полиенко                                           | С. Галоян и К°                  | 4:22         |
| 11. | «Show Me Love (Extended Version)»                                     | В. Полиенко, пер. М. Киршенбаума                                | С. Галоян                       | 5:08         |
| 12. | «30 Minutes (Remix)»                                                  | В. Полиенко, пер. М. Киршенбаума                                | С. Галоян, И. Шаповалов         | 5:53         |

| №   | Название                                              | Длительность |
| --- | ----------------------------------------------------- | ------------ |
| 13. | «Malchik Gay (Remix)»                                 | 3:52         |
| 14. | «All the Things She Said (DJ Monk's Breaks Mix Edit)» | 3:48         |

| №   | Название              | Длительность |
| --- | --------------------- | ------------ |
| 13. | «Malchik Gay (Remix)» | 5:07         |

| №  | Название                                       | Длительность |
| -- | ---------------------------------------------- | ------------ |
| 1. | «Behind The Scenes With Yulia & Lena (Part 2)» |              |
| 2. | «All the Things She Said» (реж. И. Шаповалов)  |              |

| №  | Название                      | Текст песни | Музыка                   | Длительность |
| -- | ----------------------------- | ----------- | ------------------------ | ------------ |
| 1. | «Не верь, не бойся, не проси» | В. Полиенко | И. Шаповалов, Марс Лазар | 3:04         |

## Чарты
Альбом
| Год  | Альбом                     | Чарт                  | Позиция |
| ---- | -------------------------- | --------------------- | ------- |
| 2003 | 200 km/h in the Wrong Lane | The Billboard 200     | 13      |
| 2003 | 200 km/h in the Wrong Lane | AUS Albums            | 19      |
| 2003 | 200 km/h in the Wrong Lane | Indonesia Album Chart | 1       |

Синглы
| Год  | Синглы                  | Чарт                  | Позиция |
| ---- | ----------------------- | --------------------- | ------- |
| 2003 | All the Things She Said | Top 40 Tracks         | 11      |
| 2003 | All the Things She Said | UK Singles Chart      | 1       |
| 2003 | All the Things She Said | Top 40 Mainstream     | 8       |
| 2003 | All the Things She Said | The Billboard Hot 100 | 20      |
| 2003 | All the Things She Said | Rhythmic Top 40       | 26      |
| 2003 | All the Things She Said | Indonesia Chart       | 1       |
| 2003 | Not Gonna Get Us        | Top 40 Mainstream     | 35      |
| 2003 | Not Gonna Get Us        | Indonesia Chart       | 3       |
| 2004 | How Soon Is Now         | Indonesia Chart       | 20      |
| 2004 | 30 Minutes              | Indonesia Chart       | 45      |

## Сертификации и продажи
| Регион | Сертификация  | Продажи    |
| --- | ------------- | ---------- |
| Канада (Music Canada) | 2× Платиновый | 200 000^   |
| Финляндия (Musiikkituottajat)                                                                                            | Платиновый    | 49,418     |
| Франция (SNEP) | Золотой       | 100 000*   |
| Германия (BVMI) | Золотой       | 150 000^   |
| Греция (IFPI Greece) | Золотой       | 10 000^    |
| Венгрия (Mahasz) | Золотой       | 10 000^    |
| Италия (FIMI) | Платиновый    | 100 000*   |
| Япония (RIAJ) | Миллионный    | 2,000,000  |
| Мексика (AMPROFON) | Золотой       | 75 000^    |
| Республика Корея | —             | 55,010     |
| Испания (PROMUSICAE) | Золотой       | 50 000^    |
| Швеция (GLF) | Золотой       | 30 000^    |
| Швейцария (IFPI Switzerland)                                                                                             | Платиновый    | 40 000^    |
| Великобритания (BPI) | Золотой       | 100 000^   |
| США (RIAA) | Золотой       | 831,000    |
| Итого |               |            |
| Европа (IFPI) | Платиновый    | 1 000 000* |
| * Данные о продажах приведены только на основе сертификации. ^ Данные о тиражах приведены только на основе сертификации. |               |            |

## 200 km/h in the Wrong Lane (10th Anniversary Edition)
200 km/h in the Wrong Lane (10th Anniversary Edition) — альбом-переиздание группы «Тату» (t.A.T.u.), вышедший в ноябре 2012 года (уже после распада коллектива). Альбом выпущен звукозаписывающей компанией Cherrytree Records в честь десятилетия выхода дебютного международного сингла англоязычного альбома 200 km/h in the Wrong Lane и является его переизданием.
200 km/h in the Wrong Lane (10th Anniversary Edition) содержит 15 песен, 11 из которых входили в исходный альбом и приобрели новое звучание, также присутствуют два новых ремикса и ранее неизданная англоязычная версия песни «Простые движения» — «A Simple Motion».

### Список композиций
| №   | Название                                                              | Текст песни                                              | Музыка                   | Длительность |
| --- | --------------------------------------------------------------------- | -------------------------------------------------------- | ------------------------ | ------------ |
| 1.  | «A Simple Motion» (англоязычная версия песни «Простые движения»)      | В. Полиенко, пер. М. Киршенбаума                         | М. Лазар, И. Шаповалов   | 2:47         |
| 2.  | «Not Gonna Get Us» (англоязычная версия песни «Нас не догонят»)       | Е. Кипер, В. Полиенко, пер. Т. Хорна                     | С. Галоян и К°           | 4:22         |
| 3.  | «All the Things She Said» (англоязычная версия песни «Я сошла с ума») | Е. Кипер, В. Полиенко, пер. М. Киршенбаума и Т. Хорна    | С. Галоян и К°           | 3:34         |
| 4.  | «Show Me Love» (англоязычная версия песни «Я твоя не первая»)         | В. Полиенко, пер. М. Киршенбаума                         | С. Галоян                | 4:15         |
| 5.  | «30 Minutes» (англоязычная версия песни «30 минут»)                   | В. Полиенко, пер. М. Киршенбаума                         | С. Галоян, И. Шаповалов  | 3:17         |
| 6.  | «How Soon Is Now?»                                                    | Дж. Марр, Моррисси                                       | Дж. Марр, Моррисси       | 3:15         |
| 7.  | «Clowns (Can You See Me Now)» (англоязычная версия песни «Клоуны»)    | В. Полиенко, пер. Т. Хорна                               | Е. Курицын, И. Шаповалов | 3:12         |
| 8.  | «Malchik Gay» (англоязычная версия песни «Мальчик-гей»)               | А. Карасёва, В. Степанцов, пер. М. Киршенбаума           | С. Галоян и К°           | 3:08         |
| 9.  | «Stars» (англоязычная версия песни «Зачем я»)                         | В. Полиенко, И. Шаповалов, А. Вулых, пер. М. Киршенбаума | А. Войтинский            | 4:08         |
| 10. | «Я сошла с ума»                                                       | Е. Кипер, В. Полиенко                                    | С. Галоян и К°           | 3:34         |
| 11. | «Нас не догонят»                                                      | Е. Кипер, В. Полиенко                                    | С. Галоян и К°           | 4:22         |
| 12. | «Show Me Love (Extended Version)»                                     |                                                          |                          | 5:09         |
| 13. | «30 Minutes (Remix)»                                                  |                                                          |                          | 5:53         |
| 14. | «All the Things She Said (Fernando Garibay Remix)»                    |                                                          |                          | 4:01         |
| 15. | «Show Me Love (Fabricated Remix)»                                     |                                                          |                          | 4:04         |